# Ekeko

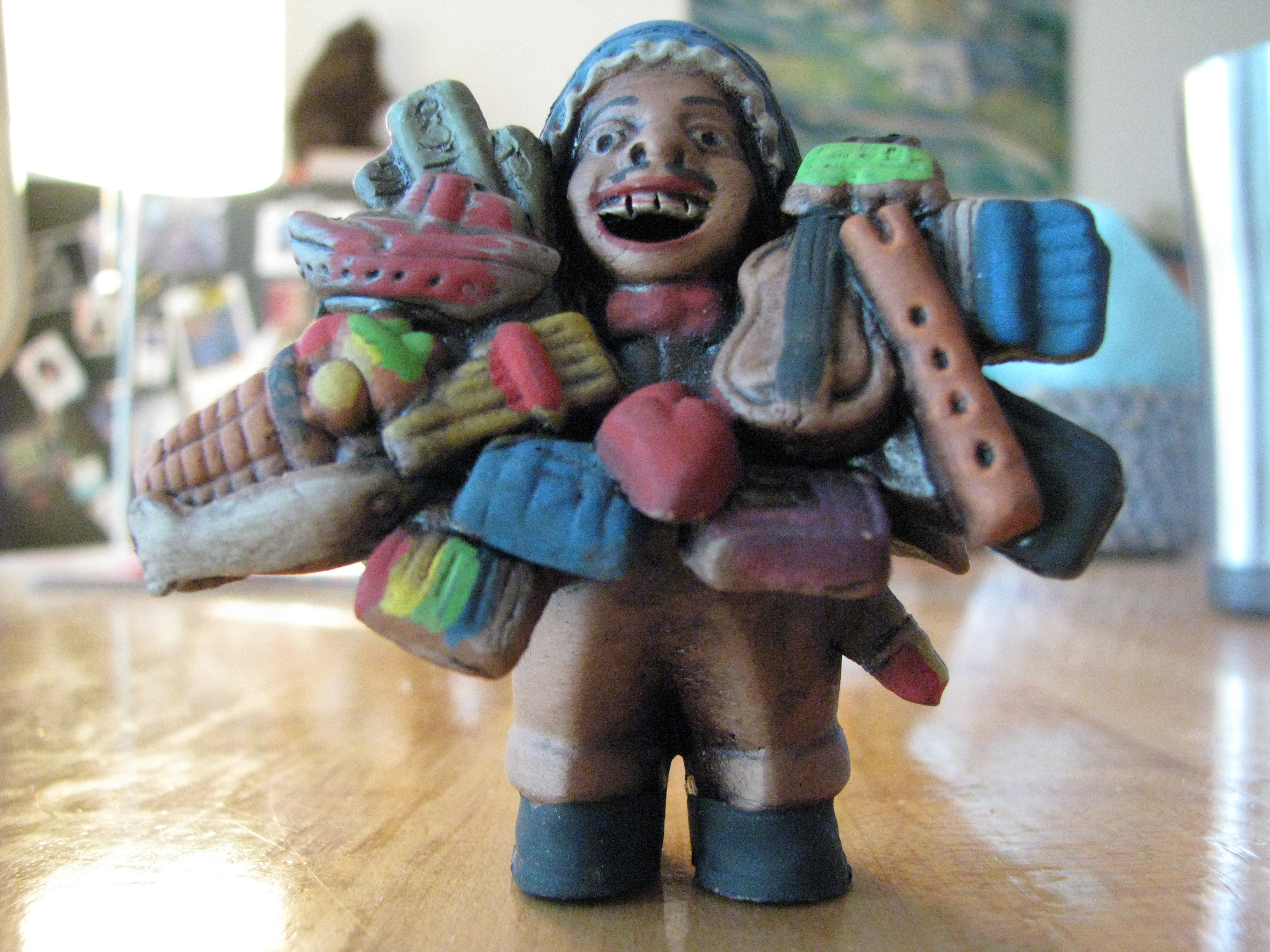
Un equeco cargado de bienes.

El equeco o ekeko (del aimara iqiqu) es un símbolo andino de la abundancia, fecundidad y alegría. 
Asimismo, es una manifestación cultural característica del altiplano andino y que recibe culto en el occidente andino de Bolivia, principalmente en La Paz, en las regiones sur del Perú, norte de Chile y la Argentina.
Es un ídolo que se cree provee de la abundancia al hogar donde se le tributa ofrendas de cigarrillos,  hoja de coca, Toma la forma de un hombre de corta estatura, sonriente, ligeramente grueso, vestido con ropas típicas del altiplano o también ropa de ejecutivo u hombre de negocio e incluso ropa de mendigo. Suele cargar gran cantidad de bultos de alimentos y otros bienes de primera necesidad que cuelgan de sus ropas, en un pie, le falta una sandalia.
Actualmente, la estatuilla que lo representa, dispone de un orificio apropiado en su boca para poder introducirle un cigarrillo o puro encendido.

### Referencias precolombinas

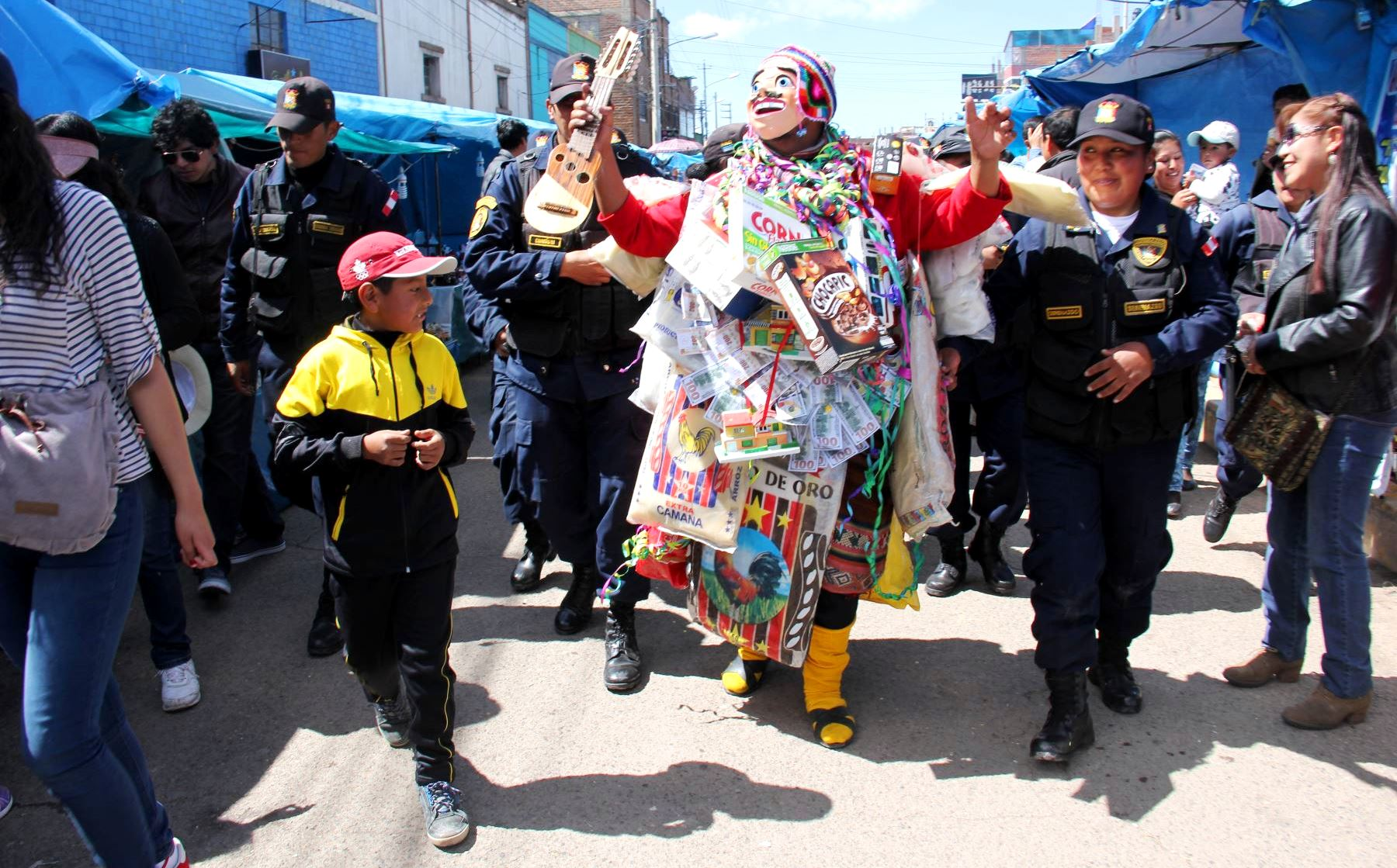
Representación del neoequeco en Puno, Perú.

## Historia